# Боляев, Акай
Акай Боляев (также Мурзакайка, мурза Кайко) (год рожд. неизв. — казнён в декабре 1670) — эрзянский мурза, один из предводителей крестьянского восстания, состоявшегося в 1670—1671 годах.

## Биография
Акай Боляев родился в Мордовии, в деревне Костяшево в 17 км севернее Саранска.
До 1670 года мурза Акай Боляев был приписан к Атемарской крепости и служил на Саранской сторожевой черте.
В 1670 году мурза Акай Боляев стал одним из лидером крестьянского восстания во время восстания под предводительством донского атамана Степана Разина. Отряд А. Боляева, состоявший из эрзянских и русских крестьян, сражался на востоке Мордовии.
В октябре-ноябре 1670 года повстанческий отряд Акая Боляева проявил наибольшую боевую активность, сдерживая наступление царских воевод. Его отряд постоянно беспокоил врага внезапными рейдами, переходя от обороны к наступлению.
В различное время под командованием мурзы Акая Боляева были то небольшая группа из 20-30 всадников, то 15-тысячное войско. Отряд Боляева не был изолирован от других отрядов восставших, действия его разворачивались в тесном контакте с повстанческими силами во главе с атаманами Я. Никитинским, А. Савельевым, П. Елушевым и др.
В конце октября 1670 года А. Боляев пытался удержать ключевую позицию Ардатовский перевоз, а в начале ноября, преследуя ту же цель, вступил в сражение с царским войском «у Барыша-реки… за переправу». Понеся крупные потери в бою, Акай Боляев быстро восстановил силы и вскоре вновь вступает в борьбу. Разбитый под Уренью, он через две недели, во главе 15 тысяч восставших, вступает в бои близ Усть-Уренской и Кандарацкой слобод с царским войском под командованием полкового воеводы, князя Ю. Н. Барятинского. В ожесточённом сражении восставшие были разбиты. В битве под Усть-Уренской слободе Акай Боляев был ранен.
Через месяц мурза Акай Боляев во главе своего отряда выступил на Алатырь, где происходили бои у деревни Баево и села Тургенево. После нового поражения мятежников в Алатырском уезде мурза Боляев укрылся в своей родной деревне Костяшево, под Саранском.
Его местонахождение стало известно. Главный воевода и боярин, князь Ю. А. Долгорукий сообщал в Москву, что «в… деревне Костяшеве… по их… посылке' того вора поймали» и направили к нему «з головою московских стрельцов с Микифором Колобовым».
Приказом Казанского дворца между 16 и 26 декабря 1670 года, боярин Ю. А. Долгоруков извещал царя о том, что вынес Акаю Боляеву смертный приговор. Четвертован в Красной слободе (ныне город Краснослободск, Республики Мордовия).